# Plankstatt
Plankstatt ist ein Gemeindeteil des Marktes Emskirchen im Landkreis Neustadt an der Aisch-Bad Windsheim (Mittelfranken, Bayern). Plankstatt liegt in der Gemarkung Gunzendorf.

## Geografie
Bei der Einöde entspringt der Schafbrunnengraben, ein linker Zufluss des Fembachs (im Oberlauf Dürrnbucher Graben genannt). 1 km südwestlich erhebt sich der Egertenhöhe (405 m ü. NHN), 0,75 km westlich liegt das Flurgebiet Beim Hochweihergraben, 1 km nordwestlich Im Bergn und 1 km südlich das Rötelgründlein. Der Ort wird von der Bundesstraße 8 tangiert, die zum benachbarten Emskirchen (2,7 km nordwestlich) bzw. nach Bräuersdorf führt (1,5 km südöstlich).

## Geschichte
Der Ort wurde 1440 als „Blankstraut“ erstmals schriftlich erwähnt.
Gegen Ende des 18. Jahrhunderts bestand Plankstatt aus einem Anwesen. Das Hochgericht übte das brandenburg-bayreuthische Fraischvogteiamt Emskirchen-Hagenbüchach aus. Der Halbhof hatte das Klosteramt Frauenaurach als Grundherrn.
Von 1797 bis 1810 unterstand der Ort dem Justizamt Markt Erlbach und Kammeramt Emskirchen. Im Rahmen des Gemeindeedikts wurde Plankstatt dem 1811 gebildeten Steuerdistrikt Emskirchen und der 1813 gegründeten Munizipalgemeinde Emskirchen zugeordnet. Mit dem Zweiten Gemeindeedikt (1818) wurde Plankstatt in die neu gebildete Ruralgemeinde Gunzendorf umgemeindet. Plankstatt unterstand dem Landgericht Markt Erlbach. Die freiwillige Gerichtsbarkeit und die Polizei über das Anwesen hatte jedoch bis 1848 das Patrimonialgericht Wilhermsdorf. Am 1. Januar 1972 wurde Gunzendorf im Zuge der Gebietsreform in Bayern nach Emskirchen eingemeindet.

## Einwohnerentwicklung
| Jahr      | 001818 | 001840 | 001861 | 001871 | 001885 | 001900 | 001925 | 001950 | 001961 | 001970 | 001987 |
| Einwohner | 6      | 8      | 10     | 9      | 6      | 11     | 6      | 8      | 6      | 6      | 6      |
| Häuser    | 1      | 1      |        |        | 1      | 1      | 1      | 1      | 1      |        | 1      |
| Quelle    | [ 10 ] | [ 11 ] | [ 12 ] | [ 13 ] | [ 14 ] | [ 15 ] | [ 16 ] | [ 17 ] | [ 18 ] | [ 19 ] | [ 1 ]  |

## Religion
Der Ort ist seit der Reformation evangelisch-lutherisch geprägt und bis heute nach St. Kilian (Emskirchen) gepfarrt.